# Спонгиформна енцефалопатия по котките
Спонгиформна енцефалопатия по котките (на английски: Feline spongiform encephalopathy / FSE) е прионово заболяване при котките, при което засяга мозъка и черен дроб. Заболяването е близко до Спонгиформната енцефалопатия по говедата („луда крава“). Известно е, че се засягат освен домашни котки и всички видове от семейство котки. То се разпространява по два начина – чрез кръвта и по нервните пътища. Подобно на всички прионови заболявания са необходими няколко години инкубационен период преди да се прояви клиничната картина. Въпреки че е напълно възможна, все още не е доказана връзката със СЕГ при консумиране на заразено говеждо месо. Рискът от заразяване на хора с това заболяване не е известен. Въпреки това е необходимо да се вземат превантивни мерки при извършване на аутопсия на котки и при работа с техни тъкани.

## История и разпространение
За това заболяване първа съобщава Великобритания през 1990 година. В страната са заболели 87 броя домашни котки. По един случай има регистрирани в Норвегия, Северна Ирландия и Швейцария. Въпреки това, от 1990 г. от редица зоологически градини се получават съобщения за заболяване при девет пуми, три гепарди три оцелота, и по два случая при лъвове и тигри.

## Клинични признаци
При болните животни се наблюдава атаксия и некоординирани движения продължаващи около 8 седмици. Възможни са и повишена саливация, мускулен тремор и промени в поведението. Крайният резултат е смърт.

## Диагноза
Сигурна диагноза приживе е невъзможна. Окончателното и поставяне става след извършване на аутопсия и микроскопско изследване на мозъчна тъкан. Открива се вакуолизация на невроните на базалните ганглии, мозъчната кора и таламуса.

## Лечение
Няма специфично лечение на болестта.